# Американський єврейський комітет
Американський єврейський комітет (англ. American Jewish Committee, AJC) — найстаріша правозахисна єврейська організація США, заснована 1906 року. Завдання комітету полягає у захисті прав та інтересів євреїв на території США та в інших країнах. За даними The New York Times, організація «широко відома як старша (dean) серед єврейських організацій у Сполучених Штатах».
Окрім захисту громадянських свобод євреїв, організація має досвід боротьби за соціальну рівність і проти різних форм дискримінації у Сполучених Штатах.

## Історія
На початок XX століття в єврейській громаді США домінувала малочисельна еліта, що складалася з вихідців із Німеччини. Організація була заснована вихідцями з Німеччини у 1906 році після нової хвилі єврейських погромів у Росії. На організаційному рівні комітет представляв цю елітарну групу. Його керівництво було самопризначеним і незмінним.
Американський єврейський комітет виступав за вільну імміграцію до США.
У 1911 році організація домоглася ухвалення резолюції Конгресу про анулювання російсько-американського договору 1832 року про торгівлю і навігацію у випадку, якщо Росія не припинить обмеження прав євреїв.
Комітет негативно ставився до демократичного та національного руху американських євреїв, однак, попри це, він приєднався до Американського єврейського конгресу, який розробив пропозиції для Паризької мирної конференції 1919 року. У конференції брали участь члени комітету Джуліан Мак, Луї Маршалл та Сайрус Адлер. Значною мірою завдяки їхній діяльності й зв’язкам євреї отримали права національних меншин у державах, що виникли після розпаду Австро-Угорщини та відокремлення Польщі й країн Балтії від Росії.
Комітет позитивно сприйняв Декларацію Бальфура, але заявив, що її здійснення не повинно завдати шкоди правам євреїв в інших державах. Результатом переговорів Луї Маршалла з Хаїмом Вейцманом у 1929 році стало створення розширеного Єврейського агентства, до складу якого були включені як сіоністи, так і не сіоністи.
Комітет прагнув вплинути на світову та громадську думку задля захисту прав німецьких євреїв під час Голокосту і надавав допомогу еміграції євреїв з Німеччини. У ті ж роки комітет боровся з ростом антисемітських проявів у США. Він протестував проти обмеження Великою Британією імміграції на територію Підмандатної Палестини. У 1946 році члени комітету дійшли висновку, що проблема євреїв — переміщених осіб може бути розв’язана лише шляхом створення єврейської держави. Після 1948 року комітет домагався, щоб США почали надавати допомогу Ізраїлю. У 1950—1960-х роках комітет займався переважно боротьбою з переслідуваннями євреїв у СРСР.
Комітет подавав amicus curiae у справі «Браун проти Ради з питань освіти» у травні 1954 року та брав участь в інших заходах Руху за громадянські права.
У 1969 році в комітеті налічувалося близько 42 тисяч членів. Видавався щомісячник Американського єврейського комітету «Commentary».
Американський єврейський комітет робив ставку на особисті зв’язки та «тихий» закулісний лобізм. Основний вплив приділявся освітнім програмам та пропаганді.